# Latarnia morska Kovilthottam
Latarnia morska Kovilthottam znajduje się miejscowości Kovilthottam, w dystrykcie Kollam w indyjskim stanie Kerala. Budowla mierzy 18 m wysokości i jest pomalowana w czarno - białe pasy. 

## Historia
Przed zbudowaniem latarni morskiej w tym miejscu był maszt flagowy. Później tam stała drewniana wieża. W 1953 roku zamontowano światło, które kilkanaście lat później zastąpiono nowocześniejszym. W latach 1960–1961 przebudowano latarnie morską, drewnianą wieżę zastąpiono kamienną.